# Tuurujärvi (del av en sjö)
Tuurujärvi är en del av sjön Joutsijärvi i Finland.   Den ligger i landskapet Satakunta, i den sydvästra delen av landet, 210 km nordväst om huvudstaden Helsingfors. Tuurujärvi ligger 50 meter över havet. Arean är 0,32 kvadratkilometer. I omgivningarna runt Tuurujärvi växer i huvudsak blandskog. Den sträcker sig 1,7 kilometer i nord-sydlig riktning, och 0,7 kilometer i öst-västlig riktning.